# Valeriana (ciudad maya)
Valeriana es un sitio arqueológico de una antigua ciudad maya ubicada dentro de la selva del estado de Campeche en México. De acuerdo a las investigaciones arqueológicas el sitio data del periodo clásico de la cultura maya teniendo un desarrollo entre los años 150 al 900 d. C. como un asentamiento maya extenso con una alta densidad urbana en el que se han identificado pirámides, basamentos, plazas, canchas de juego de pelota y varios conjuntos habitacionales. Según las estimaciones tuvo su apogeo entre los años 700 al 850, periodo en el que alcanzó una población aproximada de 50,000 habitantes, factor que pudo provocar su posterior colapso. Según los informes, Valeriana es uno de los mayores hallazgos recientes en la arqueología maya y podría ser la segunda ciudad más grande de la región. El descubrimiento fue realizado de forma inesperada por un estudiante que analizaba bases de datos de imágenes de satélite, lo que permitió localizar las ruinas de esta vasta ciudad.
El nombre original de la ciudad es desconocido, el nombre moderno de Valeriana fue dado por los arqueólogos tomando de referencia una laguna aledaña al sitio.  

## Arquitectura
Valeriana destaca por su gran tamaño y complejidad arquitectónica. Tiene una extensión de 16.6 kilómetros en los que se han registrado dos complejos arquitectónicos con 6,647 estructuras. Los arqueólogos han identificado pirámides, plazas, y un gran campo de juego de pelota, lo que sugiere que Valeriana fue un centro urbano y ceremonial de gran relevancia para los antiguos mayas.
En el sitio se ha encontrado arreglos y características de la arquitectura maya conocidas como Grupo-E que indican que el sitio empezó su edificación hacia el año 150 d. C. La disposición arquitectónica de Valeriana muestra características distintivas de la cultura maya, como el uso de plazas amplias, edificaciones monumentales y complejos residenciales. Según las primeras investigaciones, la ciudad podría haber sido un importante centro político y comercial, dada su ubicación estratégica en la región maya de la península de Yucatán.

## Historia
El sitio fue redescubierto en octubre de 2024 utilizando una base de datos de tecnología LiDAR realizada sobre el dosel arbóreo de la selva del sur de Campeche. Un estudiante universitario detectó anomalías en la densa selva de Campeche mientras examinaba bases de datos públicas, lo que lo llevó a informar a los arqueólogos especializados en cultura maya. Posteriormente, un equipo de arqueólogos e investigadores, apoyado por el Instituto Nacional de Antropología e Historia (INAH), inició una expedición para explorar la región y confirmar la existencia del sitio.

## Importancia
El hallazgo de Valeriana es significativo no solo por su tamaño, sino también porque arroja nueva luz sobre la organización social, política y económica de la civilización maya en la región. Los investigadores creen que el sitio podría ofrecer una nueva perspectiva sobre la relación entre los distintos centros urbanos mayas en la península y su desarrollo a lo largo de los siglos. Además, el uso de tecnología de teledetección para localizar el sitio subraya el papel de los avances tecnológicos en la arqueología moderna.